# Закон о возвращении
Закон о возвращении (ивр. חוק השבות‎ — «хок ха-швут») — закон, провозглашающий право каждого еврея репатриироваться в Государство Израиль. Принят Кнессетом 5 июля 1950 года. Этот закон юридически выражает идеологическую доктрину сионизма, лежащую в основе возникновения и существования Государства Израиль в качестве национального государства еврейского народа. Данный закон стимулирует возвращение евреев из стран рассеяния в Израиль.
Закон о возвращении является правовой основой для предоставления израильского гражданства по Закону о гражданстве от 1952 года, который предусматривает автоматическое получение статуса гражданина каждым евреем, прибывшим в страну на основании Закона о возвращении.
Закон о возвращении не распространяется на лиц, занимавшихся или занимающихся деятельностью, направленной против еврейского народа, или представляющих угрозу общественному порядку и безопасности страны. На практике под последнюю категорию подпадают также лица, совершившие преступления за границей и стремящиеся найти в Израиле убежище от правосудия.
В связи с массовой репатриацией из бывшего Советского Союза, в рамках которой в Израиль приехало около 300 000 человек, не являющихся евреями по Галахе, в израильском обществе неоднократно обсуждался вопрос о необходимости пересмотра Закона о возвращении в его нынешней интерпретации.
До принятия в 2018 году закона «Израиль — национальное государство еврейского народа» Закон о возвращении был основным юридическим выражением провозглашенного в Декларации независимости Израиля принципа «Государство Израиль будет открыто для еврейской репатриации и собирания рассеянных».

## Принятие закона
5 июля 1950 года, по инициативе Зераха Вархафтига, представлявшего партию Ха-поэль ха-мизрахи, Кнессет принял Закон о возвращении, отражавший идеологическую доктрину сионизма, лежащую в основе образования государства Израиль. Закон провозглашал право каждого еврея в мире на алию в Израиль.
Закон поддерживал неограниченную репатриацию и поставил правительство перед необходимостью массового принятия и абсорбции иммигрантов — волны скопившихся на Кипре переживших Холокост беженцев из Европы и евреев, вовлеченных в исход из мусульманских стран. Наплыв иммигрантов привел к экономическому кризису, в поисках источников финансирования правительство подняло вопрос о получении репараций с Германии за преследования евреев во время Второй мировой войны.

## Юридическое определение еврейства
Закон о возвращении привёл к возникновению ряда юридических проблем. Основной из них является необходимость в юридической формулировке критериев принадлежности к еврейству: должно ли это определение совпадать с галахическим или же евреем может быть признан всякий, кто заявляет о своей принадлежности к еврейскому народу.
- Религиозные партии требовали установить в законе галахическое определение еврейства:

евреем является тот, кто рождён от матери-еврейки или принял иудаизм.
Это предложение Кнессетом было отвергнуто.
- В марте 1958 года юридический советник правительства Хаим Коэн и министр внутренних дел Исраэль Бар-Иегуда издали директиву служащим регистрационного ведомства:

…Лицо, чистосердечно декларирующее своё еврейство, следует регистрировать как еврея, не требуя от него иных доказательств.
Национально-религиозная партия «МАФДАЛ» возмутилась и немедленно вышла из коалиции. Этот случай стал первым политическим кризисом, вспыхнувшим «по вине» вопроса о том, кого считать евреем. Несмотря на то, что правительство устояло, данные события вызвали в обществе настоящую бурю.
- В июле 1958 года правительство внесло изменение в эту директиву:

Тот, кто чистосердечно декларирует, что он является евреем и не принадлежит к иной конфессии, регистрируется как еврей.
В итоге Бен-Гурион был вынужден создать специальную комиссию, призванную «оценить» решение Бар-Иегуды. Большинство (37 из 45) авторитетных людей, к которым обращались члены комиссии, выставили действиям министра внутренних дел оценку «неудовлетворительно». Давид Бен-Гурион отменил его директиву, а сам Исраэль Бар-Иегуда был отправлен в отставку.
- В декабре 1959 года министром внутренних дел стал лидер партии «МАФДАЛ» Хаим Моше Шапира. Сразу после вступления в должность, 1 января 1960 года, он издал новые «процедурные распоряжения о регистрации евреев»:

При записи в регистр населения сведений о вероисповедании и национальности евреем может быть зарегистрирован: (а) Тот, кто рождён от матери-еврейки и не принадлежит к иной конфессии. (б) Тот, кто принял иудаизм согласно Галахе.

### Дело брата Даниэля
В 1962 году Освальд Руфайзен, более известный как брат Даниэль, католический монах и еврей по рождению, пожелал в соответствии с Законом о возвращении получить израильское гражданство. Когда ему было отказано на основании «процедурных распоряжений» от 01.01.1960, Руфайзен подал апелляцию в Верховный суд Израиля (дело 72/62 «Освальд Руфайзен против министра внутренних дел»).
В своей апелляции брат Даниэль добивался признания за ним права на репатриацию в Израиль на основании того, что он является евреем — если не по религиозной принадлежности, то по праву рождения от еврейской матери. По его словам, несмотря на то, что он является верующим христианином, в «национальном плане» он чувствует себя евреем. Галаха также видит в нём еврея. Исправленная же в июле 1958 года директива Бер-Иегуды и «процедурные распоряжения» Шапиры не соответствуют точной формулировке Закона о возвращении и, следовательно, незаконны.
В ходе обсуждения этого дела выяснилось, что Освальд Руфайзен родился в 1922 году в еврейской семье. Он воспитывался как еврей и был активистом молодёжного сионистского движения. Во время войны принимал участие в акциях по спасению евреев. Скрываясь от нацистов, в 1942 году он попал в монастырь, где не только добровольно крестился, но и стал монахом. Брат Даниэль не скрывал, что перешёл в христианство по искреннему и глубокому убеждению, однако настаивал на своей принадлежности к еврейскому народу.
Верховный суд признал, что Галаха считает крестившихся евреями, но не признал Галаху частью израильских законов. Суд признал, что «процедурные распоряжения» Шапиры — это ведомственная инструкция низшего порядка, не соответствующая израильскому законодательству. Суд признал и то, что ни один израильский закон не определяет понятие «еврей».
Верховный суд постановил, что в связи с отсутствием писанных законодательных норм и исходя из светского характера Закона о возвращении понятие «еврей» следует толковать не в строго галахическом смысле, а ориентируясь на субъективное мнение большинства народа: согласно тому, «как это слово звучит в наши дни в устах народа» (формулировка судьи Берензона), «так, как мы, евреи, понимаем его» (формулировка судьи Зильбера) или просто в соответствии с мнением простого еврея «с улицы». Тем самым, по мнению Верховного суда,
еврей — это тот, кого другие евреи считают евреем.
Судьи также добавили, что поскольку ни отцы сионизма, ни любой еврей никогда бы не сочли евреем верующего христианина, Закон о возвращении не распространяется на лиц, рождённых евреями, но добровольно сменивших вероисповедание. Такой человек, безусловно, может подать прошение на право жительства в Израиле, как и другие неевреи, но он не может считаться евреем согласно Закону о возвращении и ему не положены ни автоматическое израильское гражданство, ни права новых репатриантов. На этом основании иск брата Даниэля был отвергнут.
С мнением большинства не соглашался судья Хаим Коэн, возражая против субъективно-коллективного критерия (мнение большинства народа) в пользу субъективно-индивидуального (собственное желание истца), но остался в меньшинстве.
«Дело брата Даниэля» на долгие годы стало символом борьбы людей, не желавших соглашаться с официальным определением, кого считать евреем.

### Дело Шалита
В 1968 году майор израильского флота Биньямин Шалит, женатый на шотландке-атеистке, обратился в Управление регистрации населения Израиля с просьбой записать его дочь, Галию, родившуюся в Израиле, в качестве еврейки по национальности. С точки зрения иудаизма, Галия еврейкой считаться не могла, поскольку была рождена не от еврейской матери, поэтому в графе «вероисповедание» был поставлен прочерк. По той же причине осталась пустой и графа «национальность». Для Шалита, однако, быть евреем означало являться гражданином и патриотом Израиля, поэтому он настаивал на том, чтобы у его дочери в графе «национальность» было указано «еврейка». Тем не менее, он был готов пойти на компромисс и записать вместо национальности — «израильтянка». Ему было отказано на основании «процедурных распоряжений» от 1 января 1960 года. Шалит подал апелляцию в Верховный суд Израиля (дело 58/68).
Дело Шалита не имело отношения к Закону о возвращении, так как его жена и дети уже имели гражданство, но оказало на будущее закона решающее значение. В своей апелляции Шалит ссылался на дело Руфайзена как на прецедент и утверждал, что его дети не относятся ни к какой конфессии, но «привязаны к еврейству и к Израилю и воспитываются в соответствующем духе», а, следовательно, «простой еврей с улицы» признает их евреями.
Верховный суд принял к рассмотрению дело о том, «кого считать евреем». Председатель суда Шимон Агранат обратился в Кнессет с предложением изменить Закон о регистрации с тем, чтобы из метрики была исключена графа «национальность» и оставлена только графа «религия». Это изменение удовлетворило бы истца и позволило бы Верховному суду вообще не рассматривать это дело. Однако предложение Аграната вызвало серьёзные возражения со стороны депутатов. Для религиозных партий употребление термина «еврей» в смысле, отличающемся от галахического определения, было совершенно неприемлемо. Также не подходило для них использование термина «израильтянин» для указания национальности в еврейском государстве. Лидер «Херут» (второй по величине партии Израиля на тот момент) Менахем Бегин также категорически возражал против разделения религии и национальности. В этот период все эти партии входили в правительственную коалицию, и принятие предложения Аграната грозило серьёзным правительственным кризисом. Поэтому кабинет министров отклонил это предложение и обязал Верховный суд рассмотреть дело Шалита и вынести по нему своё решение.
Рассмотрение дела продолжалось более года. После тщательного анализа голоса судей разделились: из девяти судей пять было «за» и четыре — «против», причём каждый из девяти судей написал своё особое мнение. Этот результат наглядно отражает глубокий раскол израильского общества по вопросу о том, «кого считать евреем».
В обосновании своей жалобы Шалит привёл три аргумента.
Первый аргумент был историческим и напоминал об уроках самой страшной трагедии в истории еврейского народа — трагедии Холокоста. Шалит указывал, что в печально известных Нюрнбергских законах, принятых после прихода Гитлера к власти и призванных защитить «чистоту арийской крови», евреем признавался любой человек, если хотя бы двое из его дедушек или бабушек были евреями. Галахическое правило считать человека евреем, если его мать — еврейка, подчеркивал Шалит, напоминает расистские нацистские законы, а это недопустимо в демократическом государстве. Израиль, по его мнению, должен отвергнуть любой закон, который хоть в малой степени разделяет расистское мнение, что человеческая личность предопределена биологическим происхождением.
- Председатель суда Агранат согласился, что в основе обоих определений лежит биологический критерий. Тем не менее, заявил Агранат, тот факт, что «мы отвергаем законы нацистов, не означает, что мы автоматически должны отказаться от определения Галахи. Нюрнбергские законы основывались на расистской теории, предусматривающей деление рас на высшие и низшие. В Галахе ничего подобного нет. Галахическое правило исторически было вызвано стремлением предотвратить вымирание еврейского народа».
- Судья Зильберг ещё более усилил эту позицию. Он сказал: «В Галахе нет места расизму. Иудаизм не знает концепции расовой неполноценности, и он не требует расовой чистоты. Всё, что требует иудаизм от нееврея, — это обращение. Обратившийся становится сыном еврейского народа, даже если он по происхождению чёрный африканец или американский индеец».

Второй аргумент Шалита был психологическим. Строгое соблюдение галахического правила, заявлял Шалит, ущемляет его права человека и отца, а у ребёнка может вызвать комплекс неполноценности. Ведь Галия будет расти среди еврейских детей, говорить с ними на одном языке, играть в одни игры, но при этом она будет чувствовать себя чужой.
- На второй аргумент Шалита возразить было труднее всего. Председатель суда Агранат согласился с тем, что ребёнок еврейского отца и нееврейской матери может испытывать чувство неполноценности и дискриминации своего статуса по сравнению со своими сверстниками, рождёнными еврейскими матерями.
- В то же время, судья Зильберг заявил, что в подобных ситуациях виноваты, прежде всего, сами родители, «не подготовившие своим детям входной билет в еврейское общество».

Интересно, что бывший премьер-министр, один из «отцов-основателей» Израиля Давид Бен-Гурион согласился с мнением Аграната и заявил, что ребёнок еврейского отца должен наследовать его еврейство. Тем не менее действующий тогда премьер-министр Голда Меир поддержала судью Зильберга и возложила всю вину на мать ребёнка: прими она иудаизм, никакой проблемы бы не возникло.
Третий аргумент Шалита заключался в том, что могут существовать две независимые системы определения еврейства — одна «национальная», по принадлежности к Государству Израиль, и вторая «религиозная», верная правилу Галахи. Подобно другим народам, евреи в XX веке тоже получили свою страну. И точно так же, как английские или французские атеисты остаются англичанами или французами, так и в современном еврейском государстве дочь израильтянина должна считаться еврейкой (в смысле национальности, а не религии), какой бы ни была религиозная принадлежность её матери. По мнению Шалита, тот факт, что в Израиле один и тот же термин используется для определения и национальности и религии — исторический пережиток. В современных условиях Израиль должен или выбрать другой термин для определения национальности, например «израильтянин», или научиться жить со старым термином «еврей», допуская различные его толкования.
- Двое судей, Моше Ландау и Шимон Агранат, решили, что в народе не существует консенсусного мнения по этому вопросу и суд не имеет право выдавать своё мнение за мнение большинства народа. А значит, следует отказаться от вынесения решения и предоставить министерству внутренних дел решить вопрос по собственному усмотрению. То есть согласно «процедурным распоряжениям».
- Ещё двое судей, Зильберг и Кистер, решили придерживаться определения Галахи. Мнение судьи Зильберга: «Всякий, кто отрывает еврейское национальное самосознание от его религиозных элементов, наносит смертельный удар нашим политическим притязаниям на Эрец-Исраэль. Такой отрыв подобен настоящему акту измены. <…> Поиск нового критерия национальной идентификации фактически равносилен полному отрицанию дальнейшего существования еврейского народа. Смысл этого поиска таков: кончено! Нет больше сионизма, нет наследия, нет истории. Есть только стремление построить новое государство, лишённое прошлого и традиций».

В результате суд вынес решение в пользу Шалита и обязал Управление регистрации населения зарегистрировать Галию Шалит и её брата Орена евреями по национальности. Верховный суд отметил в своём заключении, что Управление регистрации населения является аппаратом сбора информации для государства и поэтому не должно вмешиваться в вопросы национальной идентификации ребёнка.
Несколько месяцев спустя Кнессет внёс поправку в Закон о регистрации: «евреем считается тот, кто рождён от матери-еврейки и не перешёл в другое вероисповедание, а также лицо, принявшее иудаизм».
Через некоторое время после пересмотра Закона о регистрации в семье Шалитов родился третий ребёнок, Томер. И согласно новой формулировке закона его отказались зарегистрировать евреем. Шалит апеллировал в Верховный суд, доказывая абсурдность ситуации, когда в одной семье двое детей считаются евреями, а третий ребёнок тех же родителей таковым не считается. Но на этот раз его претензии были судом отвергнуты, поскольку существует соответствующий закон, предыдущие же дети остаются евреями, так как закон обратной силы не имеет.

## Поправки к Закону о возвращении
- В марте 1970 года на основе двух вышеуказанных прецедентов были приняты поправки к Закону о возвращении и к Закону о регистрации населения. В основу этих поправок легло компромиссное соглашение между партиями «Авода» и «МАФДАЛ»:

В применении к настоящему Закону евреем считается тот, кто рождён от матери-еврейки и не перешёл в другое вероисповедание, а также лицо, принявшее иудаизм.
Подобное определение, однако, оставляет открытым для различных интерпретаций вопрос, имеет ли законную силу лишь такое обращение в иудаизм, которое совершается в соответствии с предписаниями Галахи в рамках ортодоксального иудаизма, или также обращение, совершённое под руководством консервативных и реформистских раввинов. Партия «Агудат Исраэль» потребовала внесения поправки «а также лицо, принявшее иудаизм согласно Галахе», но это предложение было отвергнуто 59 голосами против трёх. Депутаты «МАФДАЛ» воздержались. Данное положение стало тем камнем преткновения, который не убран с дороги по сей день.
Важно отметить, что данное в законе определение еврейства не является универсальным и имеет юридическую силу только в рамках применения Закона о возвращении.
Вместе с тем Закон о возвращении был распространён на детей и внуков евреев, а также членов их семей, получающих (независимо от вероисповедания) тот же гражданский статус и пользующихся теми же правами и льготами, что и другие репатрианты.
- В мае 1971 года в знак солидарности с борьбой советских евреев за репатриацию в Израиль Кнессет принял поправку к Закону о возвращении, на основании которой любой еврей, находящийся вне пределов Государства Израиль, может по желанию получить израильское гражданство.
- В 1999 году Верховный суд Израиля принял прецедентное решение (так называемое дело Стамки), согласно которому гражданство не предоставляется автоматически иностранцу, заключившему брак с уже действительным гражданином Израиля. Во исполнение этого решения Министерством внутренних дел Израиля применяется так называемый «поэтапный процесс» предоставления гражданства путём натурализации супруга гражданина Израиля. Целью этого процесса является проверка искренности намерения сторон создать семью и обосноваться в Израиле. Тем не менее если имеющий право на возвращение впервые репатриируется, уже состоя в браке, гражданство его супругу предоставляется, как и раньше.
- В 2014 году Министерство внутренних дел Израиля выработало — впервые со времени возникновения государства — четкие критерии для геров — неевреев по еврейскому религиозному закону Галахе, решивших перейти в иудаизм и переехать в Израиль, но проходивших всю процедуру прозелитизма за границей. Отныне сразу после прохождения гиюра — обряда перехода в иудаизм — им будет разрешено жить в еврейском государстве с временной визой, а не ждать сначала девять месяцев в стране исхода[2].

## Текст Закона о возвращении
Закон о Возвращении (1950 г.)
Статья 1. 
Право на репатриацию:
Каждый еврей вправе репатриироваться в Страну.
Статья 2. 
Виза репатрианта:
(алеф). Репатриация осуществляется в соответствии с визой репатрианта.
(бет). Виза репатрианта будет выдана каждому еврею, который выразил желание поселиться в Израиле, кроме тех случаев, когда министр внутренних дел убежден, что обратившийся за визой:
(1) Действует против еврейского народа; или
(2) Может представлять опасность общественному здоровью или безопасности государства; или
(3) Имеет криминальное прошлое, которое может представлять опасность общественному порядку.
Статья 3. 
Удостоверение репатрианта:
(алеф). Еврей, прибывший в Израиль и после прибытия выразивший желание поселиться в нем, вправе, находясь в Израиле, получить удостоверение репатрианта.
(бет). Ограничения, указанные в статье 2 (бет), распространяются и на выдачу удостоверения репатрианта, но человек не будет считаться представляющим опасность общественному здоровью из-за болезни, которой он заболел после прибытия в Израиль.
Статья 4. 
Жители и уроженцы:
Каждый еврей, который репатриировался в Страну до вступления в силу настоящего закона, и каждый еврей, который родился в Стране как до вступления в силу настоящего закона, так и после, рассматривается как репатриировавшийся на основании настоящего закона.
Статья 4 алеф. 
Права членов семьи:
(алеф). Права еврея согласно настоящему закону и права репатрианта согласно «Закону о гражданстве» (1952), а также права репатрианта в соответствии со всеми другими законодательными актами предоставляются также ребёнку и внуку еврея, супругу/супруге еврея и супругу/супруге детей и внука еврея;
за исключением того, кто был евреем и добровольно обратился в другую религию.
(бет). При определении права на репатриацию не имеет значения, жив или нет, репатриировался в Израиль или нет еврей, в силу прав которого запрашивается право на репатриацию в соответствии с подразделом (алеф).
(гимель). Ограничения или условия, установленные в отношении еврея или репатрианта в настоящем законе, или на его основании, или в законодательных актах, указанных в подразделе (алеф), распространяются также на лиц, претендующих на права, указанные в подразделе (алеф).
Статья 4 бет. 
Определение:
Для целей настоящего закона: «еврей» – тот, кто родился от матери-еврейки или прошел гиюр, и он не принадлежит к другой религии.
Статья 5. 
Исполнение и постановления:
Исполнение настоящего закона находится в компетенции министра внутренних дел, и он имеет право издавать постановления, касающиеся исполнения настоящего закона, а также выдавать визы репатрианта и удостоверения репатрианта несовершеннолетним в возрасте до 18 лет.
Постановления по вопросам статей «4 алеф» и «4 бет» требуют утверждения Комиссией Кнессета по вопросам Конституции, законодательства и правосудия.
- Оригинальный текст данного закона (на иврите), включая две поправки к закону, расположен на сайте Кнессета.

– и только этот текст на иврите, включая обе поправки к данному закону, является полным, официальным, обязывающим и юридически-значимым текстом данного закона Государства Израиль.
'

## Закон о возвращении и Нюрнбергские законы
В годы пребывания у власти национал-социалистов в Германии действовали Нюрнбергские законы, устанавливающие дискриминацию евреев и лиц смешанного происхождения. Согласно этим законам дискриминация человека осуществлялась при наличии у него хотя бы «1/4 еврейской крови» (то есть его бабушка или дедушка были евреями). Впоследствии нацистское государство перешло к прямому уничтожению евреев.
Государство Израиль определило себя, в том числе, как убежище для каждого человека, который подвергается преследованиям из-за своего еврейского происхождения. И, принимая закон о праве евреев на возвращение на свою историческую родину (репатриацию), предоставило это право каждому, кто потенциально мог бы попасть под немецкие законы о дискриминации. В результате в настоящее время любой человек, если у него хотя бы одна (один) из бабушек или дедушек был евреем, а также его супруг(а) могут репатриироваться в Израиль и автоматически претендовать на получение израильского гражданства.
Тем не менее, вопреки расхожему мнению, формулировка Закона о возвращении не соответствует Нюрнбергским законам нацистской Германии.

## Критика Закона о возвращении

### Недостаточно еврейский характер Закона
Полемика вокруг Закона о возвращении в его нынешней формулировке сосредоточилась главным образом на проблеме «размывания» еврейского характера Государства Израиль в связи с притоком десятков (и даже сотен) тысяч людей, получающих статус новых репатриантов, но не только не являющихся евреями по Галахе, но и не отождествляющих себя ни с еврейским народом, ни с государством.
Это обусловлено тем, что значительная часть массовой репатриации из бывшего Советского Союза была вызвана стремлением улучшить своё материальное положение в связи с правом на получение «корзины абсорбции», налоговыми льготами и пр. Для некоторых из них эмиграция в Израиль являлась лишь необходимым этапом, позволяющим получить первичный капитал, с тем, чтобы впоследствии эмигрировать в Северную Америку или другую западную страну.
В связи с этим периодически раздаются голоса, призывающие ограничить право на репатриацию в Израиль неевреев и автоматическое получение ими израильского гражданства с тем, чтобы сохранить еврейский характер Государства Израиль и предотвратить трату денег из государственного бюджета на цели, не предусмотренные законодателем. По подсчёту Банка Израиля, абсорбция одного репатрианта обходится государству в более чем 100 000 шекелей, а репатрианта из Эфиопии — более 400 000 шекелей. По выражению профессора Рут Габизон, «не следует допускать эмиграцию тех, кто не заинтересован в еврейской жизни» (было сказано в отношении эмиграции общины «фалашмура», эфиопских евреев, чьи предки много столетий тому назад насильно были обращены в христианство).
Были предложены следующие поправки к Закону о возвращении:
- Отмена права на репатриацию внуков евреев;
- Добавление критерия заинтересованности в еврейской жизни;
- Право на гражданство в соответствии с интеграционными критериями (подобно тем, которые применяются в Австралии, США и других странах).

В 2007 году начались дискуссии по поводу предложения лишать по Закону гражданства и депортировать из страны лиц, подозревающихся в пропаганде неонацизма. Поводом для этого стала деятельность неонацистской банды «Патруль 36», состоявшей из выходцев из СССР.

### Недостаточно демократический характер Закона
По мнению некоторых (главным образом арабских граждан, а также светски настроенных людей), Закон о возвращении дискриминирует людей по религиозному и национальному признаку, в то время как в настоящем демократическом государстве все его граждане должны быть равны. В связи с этим председатель Верховного суда Израиля Аарон Барак издал следующее постановление: 
«Государство Израиль является еврейским государством, на территории которого проживают национальные меньшинства, среди которых — и арабское меньшинство. Все они, наравне с евреями, пользуются совершенно равными гражданскими правами. Действительно, особый ключ для входа в этот дом был получен представителями еврейского народа (Закон о возвращении). Тем не менее, если кто-то уже является жильцом этого дома, он пользуется теми же равными гражданскими правами, что и остальные жильцы. Это получило отражение в Декларации Независимости Государства Израиль, которая призывает „сынов арабского народа, являющихся жителями Государства Израиль, хранить мир и внести свой вклад в строительство страны на основе полного и равноправного гражданства“. Тем самым, нет никакого противоречия между ценностями Государства Израиль в качестве еврейского и демократического государства и полным равноправием всех его граждан. Напротив, равные гражданские права всех людей в Израиле, без различия национальности и вероисповедания, гарантированы ценностями Государства Израиль в качестве еврейского и демократического государства».
Во многих европейских странах, таких как Греция, Венгрия, Германия и др., существуют законы о праве на возвращение, принципиально похожие на Закон о возвращении Государства Израиль.